# Leuconitocris guineensis
Leuconitocris guineensis é uma espécie de escaravelho da família Cerambycidae. Foi descrito por Stephan von Breuning, em 1956.